# 哲学の歴史 (叢書)
哲学の歴史（てつがくのれきし）は、2007年〜2008年に刊行された、中央公論新社の哲学史叢書。

## 構成
12巻と別巻の全13巻から成る。
- 第1巻 哲学誕生（ギリシア哲学）内山勝利 編
- 第2巻 帝国と賢者（ヘレニズム）内山勝利 編
- 第3巻 神との対話（中世神学）中川純男 編
- 第4巻 ルネサンス 伊藤博明 編
- 第5巻 デカルト革命（大陸合理論）小林道夫 編
- 第6巻 知識・経験・啓蒙（イギリス経験論・啓蒙主義）松永澄夫 編
- 第7巻 理性の劇場（ドイツ観念論）加藤尚武 編
- 第8巻 社会の哲学（社会進化論・プラグマティズム）伊藤邦武 編
- 第9巻 反哲学と世紀末（マルクス・ニーチェ・フロイト）須藤訓任 編
- 第10巻 危機の時代の哲学（現象学・ハイデガー）野家啓一 編
- 第11巻 論理・数学・言語（科学哲学）飯田隆 編
- 第12巻 実存・構造・他者（ポストモダニズム）鷲田清一 編
- 別巻 哲学と哲学史（鼎談・インタビュー・コラム）